# Фабіо де Матос Перейра
Фабіо де Матос Перейра (порт. Fabio de Matos Pereira, відоміший як Фабінью, * 26 лютого 1982, Ріо-де-Жанейро) — бразильський футбольний півзахисник латвійського «Сконто».

## Кар'єра
Професійну футбольну кар'єру розпочав у Бразилії, де виступав у клубі «Атлетіко Паранаенсе» та у декількох інших командах. 
2006 року переїхав на Кіпр, де захищав кольори місцевого «Анортосіса». Протягом 2,5 сезонів, проведених у кіпрській команді, виграв з нею усі основні внутрішні трофеї. 
2008 року перейшов спочатку до румунського клубу «Брашов», а згодом до донецького «Металурга». Дебютувув в чемпіонатах України грою проти донецького «Шахтаря» 27 вересня 2008 (нічия 1:1). 
По завершенні сезону 2009—2010 гравець отримав статус вільного агента і перейшов в грецький «Ерміс» (Арадіппу)
2011 року приєднався до латвійського клубу «Сконто».

## Досягнення
- Чемпіон Кіпру: 2008;
- Володар Кубка Кіпру: 2007
- Володар Суперкубка Кіпру: 2007